# انجمن بین‌المللی آکادمی‌ها
انجمن بین‌المللی آکادمی‌ها (۱۸۹۹ تا ۱۹۱۳) یک فرهنگستان برای پیونددهی آکادمی‌ها در سراسر جهان بود. نخستین گردهمایی آن در سال ۱۹۰۰ (میلادی) در پاریس فرانسه برگزار شد. نخستین رئیس آن شرق‌شناس هلندی میخائیل یان دخویه بود.